# Gil Vandenbrouck
Gil Vandenbrouck, né le 28 avril 1959 à Mouscron, est un footballeur, entraîneur, actuellement en poste au Royal Excelsior Mouscron en tant que directeur technique.
Gil Vandenbrouck arrive à l'Excelsior de Mouscron en 1996 comme entraîneur assistant, chargé de la préparation physique. À plusieurs occasions, il a entrainé l'équipe ad interim. 
En 1996 - 1997, lors de la première saison du club en première division il remplace Georges Leekens débauché par l'Union Belge pour entraîner l'équipe de Belgique. À la tête d'une équipe solide dirigée sur le terrain par Dominique Lemoine et comptant sur la vitesse et la puissance des frères Mbo Mpenza et Émile Mpenza( Soulier d'ébène belge 1997), il emmène le club vers une 3e place finale, ce qui reste aujourd'hui encore la meilleure performance du club en championnat.
À partir de 1997, il seconde Hugo Broos qui reprend les rênes de l'équipe jusque 2002. Durant cette période le club se stabilise dans le haut du classement( 4e en 1999 et 2000, 7e en 2001 et 6e en 2002) et atteint la finale de la Coupe de Belgique de football en 2002.
Après le passage de Lorenzo Staelens à la tête de l'équipe première en 2002-2003, la direction hurlue fais à nouveau confiance à Georges Leekens pour la saison 2003-2004, marquée par le trophée de meilleur buteur de Luigi Pieroni.
En 2005-2006, Geert Broeckaert commence la saison en tant que T1, mais faute de résultats, Gil Vandenbrouck le remplace et prend en main une seconde fois les Hurlus ad interim. En janvier 2006, Paul Put devient entraineur principal, mais un peu plus d'un mois après ses débuts, il est licencié pour son implication dans le scandale des matchs truqués lors de la saison 2004 - 2005. Pour la troisième fois, Vandenbrouck est appelé à piloter l'équipe première. Dans un climat difficile, le club connaissant des sérieuses difficultés financières, il parvient à sauver le club et surtout à atteindre une deuxième finale de Coupe de Belgique de football, perdue 2-1 face à SV Zulte-Waregem.
Faisant face depuis de nombreuses années au diabète, qui l'astreint à des traitements médicaux lourds, Gil Vandenbrouck a longuement réfléchi avant d'accepter le poste d'entraineur principal pour la saison 2006 -2007. Cependant, une fois de plus, le club connait des difficultés sportives et financières, et début février 2007, Ariel Jacobs remplace Gil aux manettes. Néanmoins, Vandenbrouck reste au sein du club en étant promu au poste de directeur technique.

## Carrière
- Depuis 1996 : Excelsior Mouscron  Belgique